# 佛瑞蹄盖蕨
佛瑞蹄盖蕨（学名：Athyrium fauriei），为蹄盖蕨科蹄盖蕨属下的一个植物种。